# Władysław Adam
Władysław Adam (ur. 2 września 1897 w Błażowej, zm. w kwietniu 1940 w Katyniu) – polski sędzia, adwokat, notariusz, działacz niepodległościowy, doktor prawa i porucznik piechoty Wojska Polskiego, ofiara zbrodni katyńskiej.

## Życiorys
Syn Józefa i Antoniny z Pleśniaków urodzony 2 września 1897 roku w Błażowej koło Rzeszowa w Zachodniej Galicji. Tam ukończył szkołę powszechną, a następnie gimnazjum i liceum w Rzeszowie. W 1914 roku wstąpił do 1 pułku piechoty I Brygady Legionów. Walczył w jego składzie do kryzysu przysięgowego. Jako poddany austriacki wcielony jesienią 1917 roku do armii austriackiej, walczył na froncie włoskim. W maju 1918 roku wykorzystując urlop, nie powrócił do jednostki i wstąpił do POW. Od stycznia 1919 roku w Wojsku Polskim. W składzie 17 pułku piechoty walczył w wojnie polsko-bolszewickiej. W 1920 roku służył w 2 pułku Straży Granicznej, gdzie uzyskał awans na porucznika. W końcu 1920 roku na własną prośbę przeniesiony do rezerwy. Pozostawał w rezerwie 17 pp. Absolwent Wydziału Prawa Uniwersytetu Jagiellońskiego (uzyskał tytuł doktora praw). W okresie międzywojennym pracował jako notariusz, sędzia i adwokat (z dwoma wspólnikami prowadził w Rybniku kancelarię adwokacką).
Zweryfikowany w stopniu porucznika ze starszeństwem z 1 czerwca 1919 roku w korpusie oficerów rezerwy piechoty. W 1934 roku pozostawał w ewidencji Powiatowej Komendy Uzupełnień Pszczyna. Posiadał przydział do 75 pułku piechoty w Chorzowie.
W kampanii wrześniowej 1939 roku walczył w 75 pułku piechoty. Po agresji ZSRR na Polskę w nieznanych okolicznościach dostał się do niewoli sowieckiej. Przebywał w obozie jenieckim NKWD w Kozielsku. Między 13 a 16 kwietnia 1940 roku przekazany do dyspozycji naczelnika smoleńskiego obwodu NKWD – lista wywózkowa 029/2 z 13 kwietnia 1940 roku. Znalazł się w transporcie grupy 18 jeńców wywiezionych z Kozielska na stację kolejową w Gniezdowie, a następnie do lasu między Gniezdowem a Katyniem na rozstrzelanie. Według źródeł rosyjskich został rozstrzelany między 16 a 19 kwietnia 1940 roku. Zamordowanych w tym miejscu jeńców grzebano w bezimiennych mogiłach zbiorowych w lesie katyńskim, gdzie od 28 lipca 2000 mieści się oficjalnie Polski Cmentarz Wojenny w Katyniu. Podczas ekshumacji prowadzonej pod nadzorem Niemców w 1943 roku, przy szczątkach niezidentyfikowanego wojskowego oznaczonych numerem 2750 znaleziono: świad. szczep. w Kozielsku, wieczne pióro, dwie wizytówki na nazwiska: Rudolf Zeman, Dworcowa 4 oraz dr. Władysław Adam, notariusz, a także kartkę z adresem Klimek Ludwik – Kraków, ul. Bosacka 39 – zapis na liście Komisji Technicznej PCK pod numerem 02750.
W Archiwum Robla w pakiecie 105bis-10, znajduje się notatnik Juliana Mieczysława Budzyna, w którym pod datą 7 kwietnia 1940 roku wspomniany jest Władysław Adam.

### Życie prywatne
Miał trzy siostry. Ożenił się z Germaną z Waniów, w 1939 roku zamieszkali w Rybniku przy ul. Ogródki 5 (żona po wojnie wróciła do Błażowej, zmarła w 1946 roku).

## Ordery i odznaczenia
- Krzyż Niepodległości – 29 grudnia 1933 „za pracę w dziele odzyskania niepodległości”[15]
- Krzyż Kampanii Wrześniowej – pośmiertne 1 stycznia 1986
- Krzyż I Brygady Legionów

## Upamiętnienie
5 października 2007 minister obrony narodowej Aleksander Szczygło mianował pośmiertnie por. Władysława Adama na stopień kapitana. Awans został ogłoszony 9 listopada 2007 w Warszawie, w trakcie uroczystości „Katyń Pamiętamy – Uczcijmy Pamięć Bohaterów”.
„Dąb Pamięci” w Błażowej Dolnej (certyfikat nr 000993/002357/WE/2009) – posadzony w 2009 roku przez uczniów Szkoły Podstawowej im. Armii Krajowej w Błażowej Dolnej w ramach programu „Katyń... ocalić od zapomnienia” Stowarzyszenia „Parafiada” im. św. Józefa Kalasancjusza.